# العدنة (السبرة)

تعديل مصدري - تعديل

العدنة محلة تابعة لقرية ذي جرادة، التابعة لعزلة مطاية بمديرية السبرة إحدى مديريات محافظة إب في الجمهورية اليمنية.، بلغ تعداد سكانها 59 حسب تعداد اليمن لعام 2004.